# Szewron (anatomia)

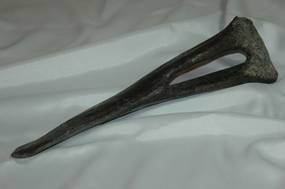
Szewron diplodoka

Szewron – skierowany ku dołowi kostny wyrostek kręgów ogonowych służący do ochrony i jako miejsce przyczepu mięśni. Szewrony występują u wielu gadów, dinozaurów oraz niektórych ssaków, takich jak m.in. torbacze. W latach 50. XX wieku Alfred Romer sugerował, że pierwszy szewron na ogonach niektórych gadów, takich jak krokodyle, jest przykładem dymorfizmu płciowego. U samic elementy te są krótsze i położone bardziej z tyłu niż u samców. Cechy te teoretycznie zapewniają szersze ujście kloaki, co ma ułatwiać składanie jaj. Ponieważ u niektórych teropodów szewrony wykazują podobne cechy, sugerowano, iż również u nich kości te mogą pozwolić na determinację płci. Badania przeprowadzone przez Gregory'ego Ericksona i współpracowników na dobrze zachowanych okazach tyranozaurów zaprzeczyły jednak tym teoriom.